# Nødpenge
Nødpenge er betegnelsen for penge, der udstedes i tider, hvor der enten er knaphed på metal eller tider med inflation eller hyperinflation, der medfører, at der ikke er overensstemmelse mellem nominalværdi og metalværdien.
Det mest kendte tilfælde hvor nødpenge fungerede som valuta, er Tyskland og Østrig i tiden under og efter 1. Verdenskrig. I Tyskland udstedtes nødpenge fra krigens begyndelse og frem til efter krigens afslutning. I de første år slog de statslige myndigheder ned på denne praksis, men som krigen skred frem blev nødpenge almindelige, idet krigsindustriens behov for metal, hamstring af valuta i guld og sølv samt en generel inflation resulterede i en mangel på småpenge. Lokale tyske sogneråd, kommuner og visse handlende begyndte derfor at udstede nødpenge i form af lokale pengesedler. I mindre omfang kendes eksempler på nødmønter udstedt i billige metallegeringer eller sågar i porcelæn.

## Nødpengesedler i Sønderjylland
I forbindelse med folkeafstemningen i 1920 om Sønderjyllands tilhørsforhold udstedte mange sogne og købstæder nødpengesedler. I mange tilfælde i agitationsøjemed. Der kendes også eksempler på falske sedler trykt i spekulationsøjemed, særligt en fiktiv seddelserie, der foregiver at være udstedt af Varnæs.
I afstemningens 1. zone, fandt afstemningen sted d. 10. februar 1920 og selve genforeningen fandt sted i juni 1920. I denne del af Sønderjylland har nødpengesedlerne hyppigt både en dansk og en tysk side. I Tønders tilfælde, som var klart pro-tysk, er sedlerne uden politisk budskab. Nødpengesedlerne i dette område blev erstattet med dansk valuta d. 20. maj 1920, som del af forberedelserne til genforeningen.
I Mellemslesvig (2. zone), fandt afstemningen sted d. 10. marts 1920, og området forblev i sin helhed del af Tyskland. I dette område er nødpengesedlerne normalt rent tyske.
Nødpengesedlerne fra afstemningen i Sønderjylland blev i 1969 behandlet i et seddelkatalog udgivet af Frovin Sieg.